# Parabolspiegel

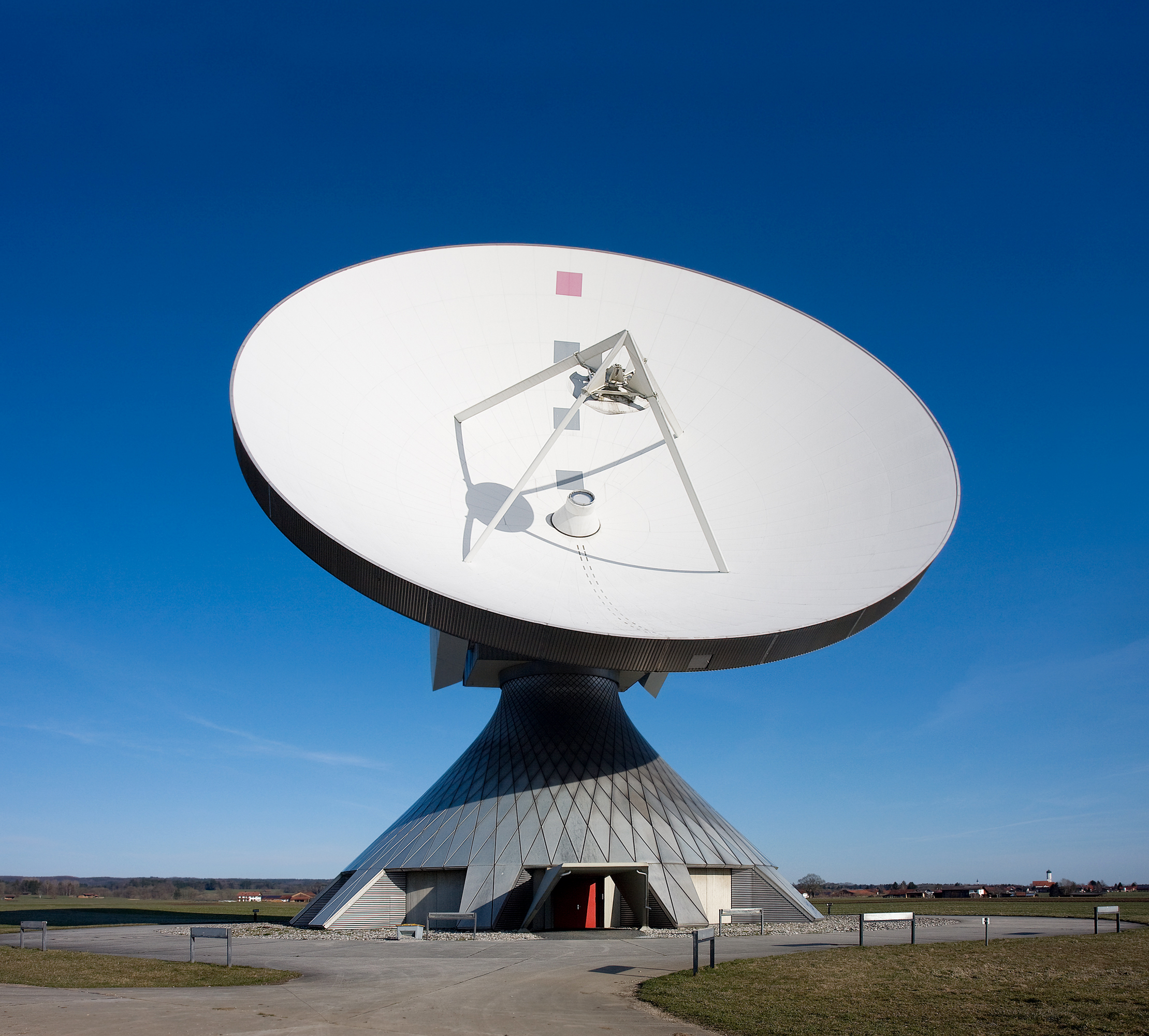
Eine Parabolantenne zur Satelliten-Kommunikation. Im Brennpunkt des Paraboloids befindet sich eine Sekundärantenne z. B. ein Hornstrahler.

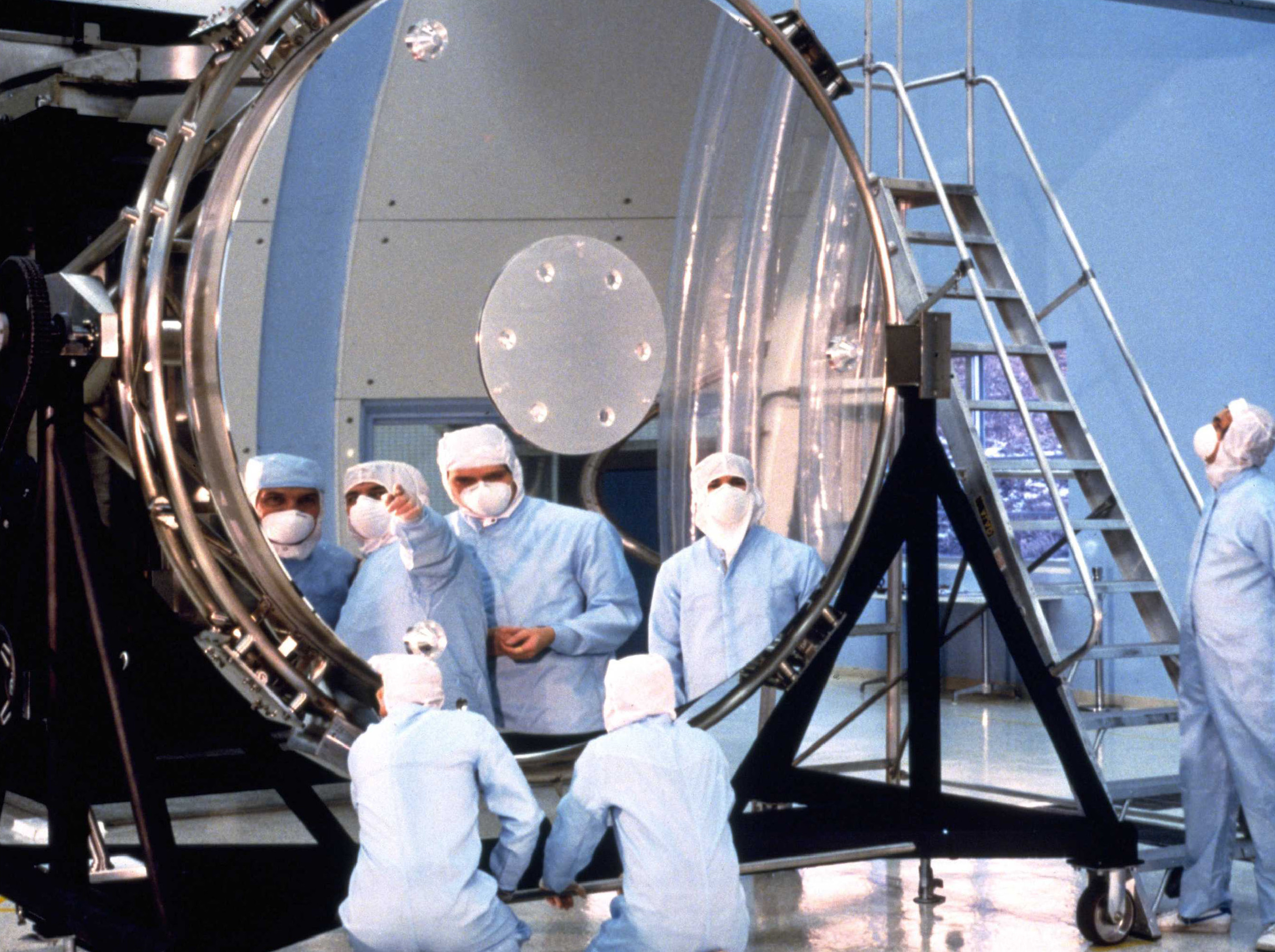
Der Hauptspiegel des Hubble-Weltraumteleskops

Brennpunkt einer Parabel

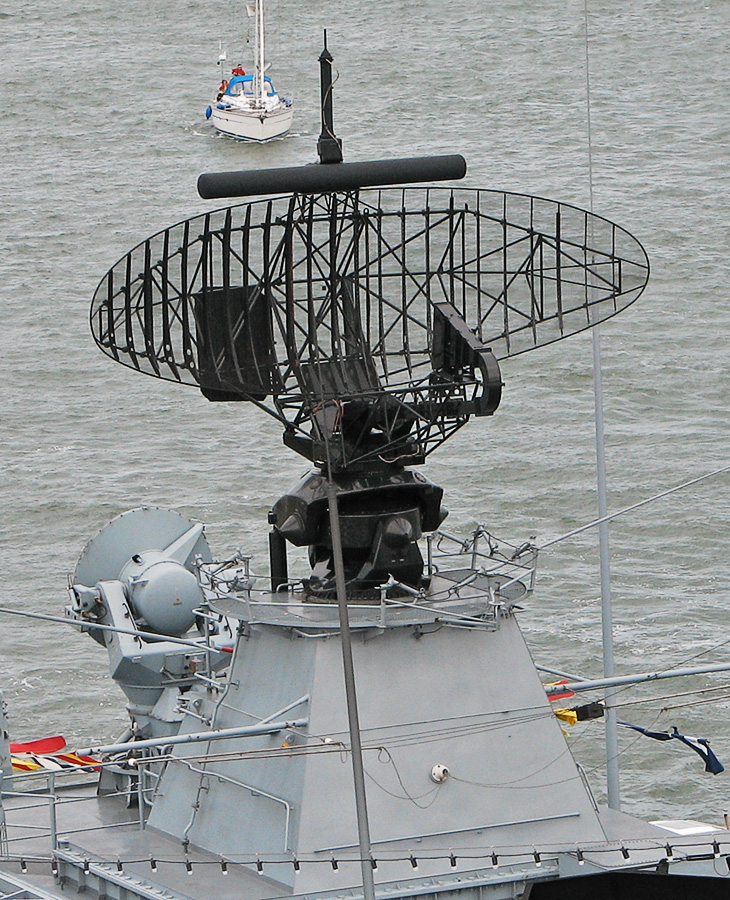
Eine Radarantenne auf einem Schiff

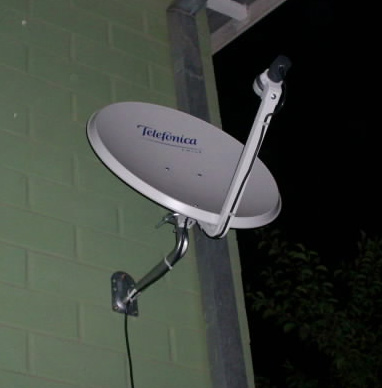
Eine Parabolantenne für Satellitenfernsehen

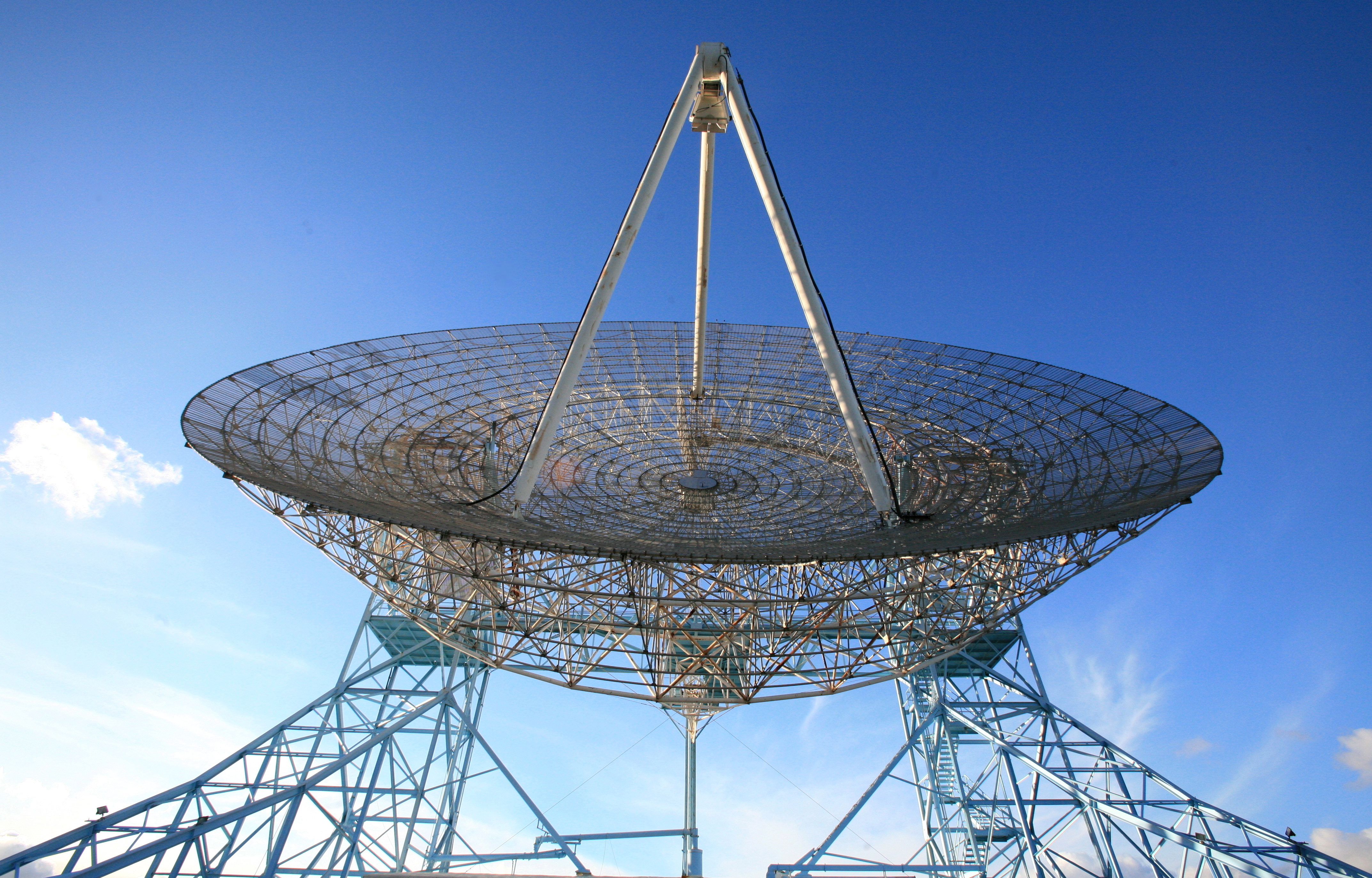
Die Parabolantenne eines Radioteleskops

Ein Parabolspiegel ist ein Hohlspiegel in Form eines Rotationsparaboloids. Für optische Anwendungen besteht er aus Glas oder Keramik und wird durch präzises Spiegelschleifen in die gewünschte Form gebracht. Für Funkwellen wird das Paraboloid meist aus Metallplatten oder -gittern geformt.
Parabolspiegel haben die Eigenschaft, parallel zur Achse einfallende Strahlen exakt in ihrem Brennpunkt zu sammeln. Sie werden als Empfänger für ferne Objekte verwendet (Satellitenkommunikation bzw. Radarantennen, astronomische Radioteleskope und optische Spiegelteleskope) oder umgekehrt für Radarbündelung und weitreichende Scheinwerfer. Im Gegensatz dazu konzentriert die in einer Dimension gekrümmte Parabolrinne ebene Wellen entlang einer geraden Linie.
Parabolspiegel funktionieren weitgehend unabhängig vom Typ der Welle, vorausgesetzt, dass der Spiegel groß im Vergleich zur Wellenlänge ist und die Welle an der Oberfläche reflektiert wird. Die Spiegel eignen sich für elektromagnetische Wellen wie Licht, Radar- oder Radiowellen. Auch Schallwellen lassen sich mit Parabolspiegeln in einem Brennpunkt konzentrieren oder von dort aus in ebener Form ausstrahlen.

## Brennpunkteigenschaft parabolischer Flächen
Eine Parabel ist die Menge aller Punkte, deren Abstand zu einem speziellen festen Punkt gleich dem zu einer speziellen Geraden ist. Der spezielle Punkt ist der Brennpunkt {\displaystyle F} der Parabel. Die spezielle Gerade ist die Leitgerade {\displaystyle l} der Parabel.
Die Mittelsenkrechte PG des Dreiecks PQF ist die Tangente an die Parabel im Punkt P. Sie bildet mit dem Strahl PF und dem senkrecht einfallenden Strahl den gleichen Winkel, spiegelt letzteren also in Richtung zu F, dem Brennpunkt.
Aus der Parabel wird durch Rotation um ihre Symmetrieachse das Rotationsparaboloid, die reflektierende Fläche eines Parabolspiegels.
Ein kleiner Bereich der Parabel beidseits des Scheitels A ist näherungsweise ein Kreis. Es handelt sich um den Bereich des vom Punkt F ausgehenden Raumwinkels, der von sphärischen Hohlspiegeln (oder Kugelspiegeln) benutzt wird. Solche Spiegel sind einfacher herzustellen und deshalb preiswerter als Parabolspiegel. Sie bündeln einfallendes paralleles Licht näherungsweise auch in einem Punkt. Wenn sie als Reflektoren für eine (punktförmige) Lichtquelle zur Erzeugung eines parallelen Lichtbündels eingesetzt werden, wirkt sich ihr kleinerer Raumwinkel nachteilig aus, weil weniger Licht erfasst wird.

## Anwendungen
Parabolspiegel werden sowohl zum Empfang (z. B: Satellitenempfang, Spiegelteleskope) von Wellen aus einer bestimmten Richtung als auch zum Senden (z. B. Richtfunk, Radar) von Wellen in eine bestimmte Richtung eingesetzt. Häufig wird mit ein und demselben Parabolspiegel sowohl gesendet als auch empfangen.

### Licht
In Scheinwerfern werden die radialen Lichtstrahlen einer punktförmigen Lichtquelle mit Parabolspiegeln so reflektiert, dass ein Großteil der Strahlen annähernd parallel austritt.
Die Spiegel von Spiegelteleskopen sind bei einigen Typen Parabolspiegel. Sie dienen dazu, das (parallele) Licht von Sternen und anderen astronomischen Beobachtungsobjekten so weit zu konzentrieren, dass deren Intensität ausreicht, um mit dem Auge gesehen oder in Detektoren gemessen zu werden. Das bekannteste Beispiel sind die Spiegel von Newton-Teleskopen mit einem im Vergleich zur Brennweite großen Spiegel-Durchmesser, d. h. einem „schnellen“ Öffnungsverhältnis. Ab einem Verhältnis von ca. 8:1 sind sich ein Parabolspiegel und ein (einfacher herzustellender) sphärischer Spiegel so ähnlich, dass aus Kostengründen bei einigen Newton-Teleskopen keine Parabolspiegel eingesetzt werden. Die heute in der Großforschung eingesetzten Spiegelteleskope sind meist Ritchey-Chrétien-Cassegrain-Teleskope, die mit einem System von zwei hyperbolischen Spiegeloberflächen arbeiten.
Eine andere wichtige Anwendung zur Nutzbarmachung der Sonnenenergie ist die Bündelung der Wärmestrahlung mit großen Parabolspiegeln. Dadurch lassen sich im Bereich des thermisch wirksamsten Brennpunktes hohe Temperaturen erreichen. Die damit zur Verfügung stehende Energie kann genutzt werden, um Metalle zu schmelzen (siehe Solarschmelzofen) oder Dampf zu erzeugen (siehe Sonnenwärmekraftwerk).
Auch kleintechnische Anwendungen wie der Solarkocher nutzen oft Parabolspiegel zur Bündelung der Sonnenenergie. Dieses Prinzip wurde auch schon in der Antike für die Entzündung des olympischen Feuers eingesetzt, wobei eine Fackel im Brennpunkt entzündet wurde.

### Radar und Radiowellen
Radargeräte mit großer Reichweite werden mit Parabolspiegeln ausgestattet, um dem Antennendiagramm eine gute Richtwirkung zu geben.
In der Radioastronomie werden extrem große Parabolspiegel aus Metall verwendet, die den Spiegeln bei Radargeräten ähneln.
Bei Richtfunkstrecken werden sowohl für den Sender als auch für den Empfänger Parabolspiegel in Form von Parabolantennen eingesetzt. Auf diese Weise kann mit vergleichsweise wenig Sendeleistung eine Kommunikationsverbindung über große Strecken hergestellt werden.
Die Empfangsantennen für das Satellitenfernsehen sind ebenfalls Parabolantennen.

### Schall
In Flüstergewölben sind die Wände annähernd parabolisch geformt. Auf diese Weise werden auch leise Geräusche am Brennpunkt über weite Strecken ohne großen Verlust übertragen.
Ein Mikrofon im Brennpunkt eines Parabolspiegels empfängt Schall aus Richtung der Spiegelachse. Störgeräusche, die aus anderen Richtungen kommen, werden nur schwach empfangen. Diese Konstruktion eignet sich z. B. als Richtmikrofon.